# Zdravstvena pravednost
Zdravstvena pravednost proizilazi iz pristupa društvenim determinantama zdravlja, posebno iz bogatstva, moći i prestiža. Pojedinci koji su stalno bili lišeni ove tri determinante nalaze se u značajno nepovoljnom položaju usled zdravstvenih nejednakosti i suočavaju se sa lošijim zdravstvenim ishodima od onih koji imaju pristup određenim resursima. Nije pravičnost da se jednostavno svakom pojedincu obezbede isti resursi; to bi bila jednakost. Da bi se postigla zdravstvena jednakost, resursi moraju biti alocirani na osnovu individualnog principa zasnovanog na potrebama.[
Prema Svetskoj zdravstvenoj organizaciji, „Zdravlje je stanje potpunog fizičkog, mentalnog i socijalnog blagostanja, a ne samo odsustvo bolesti ili slabosti“. Kvalitet zdravlja i način na koji je zdravlje raspoređeno po ekonomskom i socijalnom statusu u društvu može pružiti uvid u nivo razvoja tog društva. Zdravlje je osnovno ljudsko pravo i ljudska potreba, a sva ljudska prava su međusobno povezana. Dakle, o zdravlju se mora razgovarati zajedno sa svim drugim osnovnim ljudskim pravima.
Zdravstvenu pravednost CDC definiše kao „stanje u kome svako ima fer i pravednu priliku da postigne svoj najviši nivo zdravlja“. Usko je povezana sa pokretom za socijalnu pravdu, sa dobrim zdravljem koje se smatra osnovnim ljudskim pravom. Ove nejednakosti mogu uključivati razlike u „prisustvu bolesti, zdravstvenim ishodima ili pristupu zdravstvenoj zaštiti“‍:3 između populacija različite rase, etničke pripadnosti, pola, seksualne orijentacije, invaliditeta ili socio-ekonomskog statusa.
Zdravstvena nejednakost razlikuje se od zdravstvene nejednakosti po tome što se ovaj drugi termin koristi u velikom broju zemalja da se odnosi na one slučajeve u kojima se zdravlje dve demografske grupe (ne nužno etničke ili rasne grupe) razlikuje uprkos sličnom pristupu zdravstvenim uslugama. Dalje se može opisati kao razlike u zdravlju koje se mogu izbeći, nepravedne i koje se ne mogu objasniti prirodnim uzrocima, kao što je biologija, ili razlikama u izboru. Dakle, ako jedna populacija umire mlađa od druge zbog genetskih razlika, što je faktor koji se ne može otkloniti/kontrolisati, situacija bi se klasifikovala kao zdravstvena nejednakost. Nasuprot tome, ako stanovništvo ima kraći životni vek zbog nedostatka pristupa lekovima, situacija bi se klasifikovala kao zdravstvena nepravednost. Ove nepravednosti mogu uključivati razlike u „prisustvu bolesti, zdravstvenim ishodima ili pristupu zdravstvenoj zaštiti“. Iako je važno prepoznati razliku u zdravstvenoj jednakosti i pravednosti, jer je jednakost u zdravlju od suštinskog značaja za početak postizanja zdravstvene pravednosti. Važnost pravednog pristupa zdravstvenoj zaštiti navodi se kao ključna za postizanje mnogih Milenijumskih razvojnih ciljeva.

## Literatura
- Bleich SN, Jarlenski MP, Bell CN, LaVeist TA (април 2012). „Health inequalities: trends, progress, and policy”. Annual Review of Public Health. 33: 7—40. PMC 3745020 . PMID 22224876. doi:10.1146/annurev-publhealth-031811-124658.
- Diez Roux AV (април 2012). „Conceptual approaches to the study of health disparities”. Annual Review of Public Health. 33: 41—58. PMC 3740124 . PMID 22224879. doi:10.1146/annurev-publhealth-031811-124534.
- Goldberg J, Hayes W, Huntley J (новембар 2004). Understanding health disparities. (Извештај). Health Policy Institute of Ohio. Архивирано из оригинала 2008-05-15. г.
- „State Policy Agenda to Eliminate Racial and Ethnic Health Disparities”. Commonwealth Fund. јун 2004. Архивирано из оригинала 2012-09-20. г. Приступљено 2012-09-13.
- Smedley B, Stith A, Nelson A (август 2002). „Unequal treatment: confronting racial and ethnic disparities in health care”. Journal of the National Medical Association. 94 (8): 666—8. PMC 2594273 . PMID 12152921.

## Spoljašnje veze
- 2014 Health Disparities Legislation Архивирано на веб-сајту  (28. септембар 2022)
- Progress in Community Health Partnerships: Research, Education, and Action (PCHP)
- Institute of Medicine Roundtable on Health Disparities was created to enable dialogue and discussion of issues related to the visibility of racial and ethnic disparities in health and health care as a national problem, the development of programs and strategies to reduce disparities and the emergence of new leadership.
- European Portal for Action on Health Inequalities
- Center for Managing Chronic Disease
- Cultural Diversity in Health Care Speaker Series videos presentations from expert lecturers, University of Wisconsin School of Medicine and Public Health
- Cultural Diversity in Health Care Research Symposium video presentations from expert lecturers, University of Wisconsin School of Medicine and Public Health
- National Center on Minority Health and Health Disparities
- Journal of Health Care for the Poor and Underserved
- Understanding Health Disparities
- Initiative to Eliminate Racial and Ethnic Disparities in Health United States government minority health initiative
- Health Disparities Collaborative
- EuroHealthNet's European Partnership for Improving Health, Equity and Wellbeing
- Massachusetts General Hospital seeks to bridge healthcare's racial gap
- Diversity Health Institute Clearinghouse
- Case Center for Reducing Health Disparities Архивирано на веб-сајту  (2. јун 2023)
- FIU Health Disparity Research Group
- "Kaiser Health Disparities Report: A Weekly Look at Race, Ethnicity and Health", News summary report from kaisernetwork.org
- Health inequality in New Zealand
- BBC News article regarding health inequalities
- EXPORT Project webpage atTuskegee University
- VIDEO: Health Status Disparities in the US Архивирано 2007-09-30 на сајту , April 4, 2007, featuring Paula Braveman, Gregg Bloche, George Kaplan, Thomas Ricketts, Mary Lou deLeon Siantz, and David Williams
- UK National Health Service Specialist Library for Ethnicity & Health
- National Rural Health Association
- The National Partnership for Action to End Health Disparities
- The National Partnership for Action Toolkit for Community Action
- Social Determinants of Health[мртва веза], Social Determinants of Health Task Force, Centers for Disease Control and Prevention, USA
- Occupational Health Equity Program, The National Institute for Occupational Safety and Health (NIOSH), 2022.